# Словацький сільськогосподарський університет в Нітрі

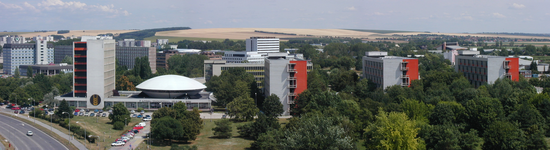
Комплекс будівель Словацького сільськогосподарського університету в Нітрі

Словацький сільськогосподарський університет в Нітрі (Slovenská poľnohospodárska univerzita v Nitre) — вищий навчальний закладу м. Нітра, створений у 1952 р. У складі університету шість факультетів. Ректор — проф Петер Бієлік (Peter Bielik).

## Видавнича діяльність
Університет видає серію власних наукових часописів:
- Acta fytotechnica et zootechnica, E-ISSN 1336-9245, P-ISSN 1335-258X
- Acta horticulturae et regiotecturae, ISSN 1335–2563
- Acta oeconomica et informatica, E-ISSN 1336-9261, P-ISSN 1335–2571
- Acta technologica agriculturae, ISSN 1335–2555
- Acta regionalia et environmentalica, E-ISSN 1336-9253, P-ISSN 1336-5452